# Eschenburg
Eschenburg è un comune tedesco di 10 079 abitanti situato nel land dell'Assia.